# ريناتو ساينز
ريناتو ساينز (بالإسبانية: Renato Sáinz)‏ (14 ديسمبر 1899 – تاريخ الوفاة غير معلوم) لاعب كرة قدم بوليفي راحل كان يجيد اللعب في خط الوسط .
لعب طوال مسيرته الرياضية في نادي سترونغست من 1926 إلى 1930 . شارك مع منتخب بوليفيا في بطولة كأس أمريكا الجنوبية مرتين في 1926 و 1927 وبطولة كأس العالم 1930 في الأوروغواي .

## روابط خارجية
- ريناتو ساينز على موقع الاتحاد الدولي (مؤرشف)  (الإنجليزية)
- ريناتو ساينز على موقع قاعدة بيانات كرة القدم.إي يو (الإنجليزية)
- ريناتو ساينز على موقع ناشيونال فوتبول تيمز (الإنجليزية)
- ريناتو ساينز على موقع Soccerway.com (الإنجليزية)
- ريناتو ساينز على موقع عالم كرة القدم.نت (الإنجليزية)